# روبرتو ريس
روبرتو ريس (2 مارس 1980 في البرتغال - ) هو لاعب كرة طائرة البرتغال. لعب مع Esmoriz Ginásio Clube ‏ وS.C. Espinho (volleyball) ‏ وS.L. Benfica (volleyball) ‏ وVitória S.C. (volleyball) ‏.

## وصلات خارجية
- روبرتو ريس على موقع قاعدة بيانات الكرة الطائرة الشاطئية (الإنجليزية)
- روبرتو ريس على موقع عالم الكرة الطائرة (الإنجليزية)